# Zbór Leczenia Duchem Świętym „Niebo”
Zbór Leczenia Duchem Świętym „Niebo” (także znane jako Zbór Chrześcijan Leczenie Duchem Bożym lub też po prostu Niebo) – nieistniejąca już wspólnota wyznaniowa działająca w Polsce od 1990 r. w Majdanie Kozłowieckim, kierowana przez Bogdana Kacmajora. W szczytowym okresie rozwoju liczyła 60 członków.

## Historia
Sektę założył w 1991 roku bioenergoterapeuta i uzdrowiciel, Bogdan Kacmajor. Kacmajor w 1991 roku zarejestrował spółkę cywilną Leczenie Ludzi przez Nakładanie Rąk, w 1992 roku funkcjonowała jako spółka: Leczenie Duchem Bożym w Imieniu Jezusa Chrystusa przez Nakładanie Rąk. Siedzibę „Nieba” wybudowano za pieniądze pacjentów Kacmajora.
Wyznawcy byli zobligowani do całkowitego podporządkowania Kacmajorowi, który decydował o małżeństwach. Wyznawcy sami sobie udzielali ślubów, między innymi Kacmajor błogosławił związek 14-letniego chłopca z 25-letnią kobietą. 
Członkowie sekty nie szczepili się oraz nie wykonywali badań profilaktycznych. Kacmajor nie zgadzał się też na porody w szpitalach oraz na leczenie metodami konwencjonalnymi. Członkowie nie mogli odbywać służby wojskowej. By się utrzymać, członkowie sekty kradli (za co kilku z nich trafiło do więzienia). Bogdan Kacmajor w rozmowie z Gazetą Wyborczą podkreślał, że kradzieże miały charakter religijny. Dzieci członków sekty nie chodziły do szkoły. Nieposłusznych wyznawców Kacmajor skazywał na wielodniowe głodówki. Nieproszonych gości straszono zesłaniem choroby.
Bogdan Kacmajor nadawał członkom sekty nowe imiona. Przykładowe imiona to (w kolejności alfabetycznej): „Ambasador”, „Apartament nr 8”, „Anioł Rowerowy”, „Audi”, „Autobusem Przez Miasto”, „Baron Rotszyld”, „Bo Drugie”, „Bo Czwarte”, „Bo Ósme”, „Bo Piąte”, „Bo Pierwsze”, „Bonanza”, „Buch”, „C-14”, „Ciuch”, „Dadarada”, „Do”, „Do Góry Nogami”, „Drynk”, „Ejty”, „I Śrubokręt Nie Pomoże”, „Na Północ”, „Na Wschód”, „Na Zachód”, „Nas”, „Płonąca Sałatka”, „Raj”, „Rodzina Ach”, „Szanowna”, „Tęcza Atomowa”, „Trójkątyzacja Kota” (gdzie „trójkąt” to absolut, a „kot” dobra indywidualność), „Uch”, „Wa”, „Zeppelin”, „Żywią i Bronią”.

## Kontrowersje
Wobec Kacmajora i sekty przedstawiono szereg zarzutów. Ruch oskarżono między innymi o kradzieże, uśmiercenie noworodków, a także do samobójstw osób związanych z sektą. W grudniu 1997 roku Sąd Rejonowy w Lubartowie skazał Kacmajora za bezprawne przetrzymywanie jego czternastoletniego syna. Innych członków sekty wielokrotnie skazywano za inne przestępstwa i wykroczenia.